# Yūki Kakita
Yūki Kakita (垣田 裕暉?, Kakita Yūki; Gunma, 14 luglio 1997) è un calciatore giapponese, attaccante del Kashiwa Reysol e della nazionale giapponese.

## Carriera
Cresciuto nelle giovanili dei Kashima Antlers, ha esordito con la squadra maggiore il 25 maggio 2016 disputando l’incontro casalingo della fase ai gironi di Coppa J. League pareggiato 1-1 contro il Júbilo Iwata.

## Statistiche

### Presenze e reti nei club
Statistiche aggiornate al 30 settembre 2023.
| Stagione                | Club                    | Campionato              | Campionato | Campionato | Coppe nazionali | Coppe nazionali | Coppe nazionali | Coppe continentali | Coppe continentali | Coppe continentali | Supercoppe | Supercoppe | Supercoppe | Totale | Totale |
| Stagione                | Club                    | Comp                    | Pres       | Reti       | Comp            | Pres            | Reti            | Comp               | Pres               | Reti               | Comp       | Pres       | Reti       | Pres   | Reti   |
| ----------------------- | ----------------------- | ----------------------- | ---------- | ---------- | --------------- | --------------- | --------------- | ------------------ | ------------------ | ------------------ | ---------- | ---------- | ---------- | ------ | ------ |
| 2016                    | Kashima Antlers         | J1                      | 3          | 0          | CdL+CI          | 2+0             | 0               | -                  | -                  | -                  | SBC+Cmc    | 0          | 0          | 5      | 0      |
| 2017                    | Zweigen Kanazawa        | J2                      | 32         | 3          | CI              | 2               | 0               | -                  | -                  | -                  | -          | -          | -          | 34     | 3      |
| 2018                    | Zweigen Kanazawa        | J2                      | 38         | 9          | CI              | 2               | 1               | -                  | -                  | -                  | -          | -          | -          | 40     | 10     |
| 2019                    | Zweigen Kanazawa        | J2                      | 35         | 8          | CI              | 1               | 0               | -                  | -                  | -                  | -          | -          | -          | 36     | 8      |
| Totale Zweigen Kanazawa | Totale Zweigen Kanazawa | Totale Zweigen Kanazawa | 105        | 20         |                 | 5               | 1               |                    | -                  | -                  |            | -          | -          | 110    | 21     |
| 2020                    | Tokushima Vortis        | J2                      | 42         | 17         | CI              | 2               | 0               | -                  | -                  | -                  | -          | -          | -          | 44     | 17     |
| 2021                    | Tokushima Vortis        | J1                      | 36         | 8          | CdL+CI          | 2+1             | 0               | -                  | -                  | -                  | -          | -          | -          | 39     | 8      |
| Totale Tokushima Vortis | Totale Tokushima Vortis | Totale Tokushima Vortis | 78         | 25         |                 | 5               | 0               |                    | -                  | -                  |            | -          | -          | 83     | 25     |
| 2022                    | Sagan Tosu              | J1                      | 28         | 6          | CdL+CI          | 3+3             | 0+1             | -                  | -                  | -                  | -          | -          | -          | 34     | 7      |
| 2023                    | Kashima Antlers         | J1                      | 25         | 4          | CdL+CI          | 4+1             | 0+1             | -                  | -                  | -                  | -          | -          | -          | 30     | 5      |
| Totale Kashima Antlers  | Totale Kashima Antlers  | Totale Kashima Antlers  | 28         | 4          |                 | 7               | 1               |                    | -                  | -                  |            | 0          | 0          | 35     | 5      |
| Totale carriera         | Totale carriera         | Totale carriera         | 239        | 55         |                 | 23              | 3               |                    | -                  | -                  |            | 0          | 0          | 262    | 58     |

### Cronologia presenze e reti in nazionale
| Cronologia completa delle presenze e delle reti in nazionale ― Giappone | Cronologia completa delle presenze e delle reti in nazionale ― Giappone | Cronologia completa delle presenze e delle reti in nazionale ― Giappone | Cronologia completa delle presenze e delle reti in nazionale ― Giappone | Cronologia completa delle presenze e delle reti in nazionale ― Giappone | Cronologia completa delle presenze e delle reti in nazionale ― Giappone | Cronologia completa delle presenze e delle reti in nazionale ― Giappone | Cronologia completa delle presenze e delle reti in nazionale ― Giappone |
| Data                                                                    | Città                                                                   | In casa                                                                 | Risultato                                                               | Ospiti                                                                  | Competizione                                                            | Reti                                                                    | Note                                                                    |
| ----------------------------------------------------------------------- | ----------------------------------------------------------------------- | ----------------------------------------------------------------------- | ----------------------------------------------------------------------- | ----------------------------------------------------------------------- | ----------------------------------------------------------------------- | ----------------------------------------------------------------------- | ----------------------------------------------------------------------- |
| 8-7-2025                                                                | Yongin                                                                  | Giappone                                                                | 6 – 1                                                                   | Hong Kong                                                               | Coppa dell'Asia orientale 2025                                          | -                                                                       | 46’                                                                     |
| 15-7-2025                                                               | Yongin                                                                  | Corea del Sud                                                           | 0 – 1                                                                   | Giappone                                                                | Coppa dell'Asia orientale 2025                                          | -                                                                       | 66’                                                                     |
| Totale                                                                  |                                                                         | Presenze                                                                | 2                                                                       |                                                                         | Reti                                                                    | 0                                                                       |                                                                         |

## Palmarès

### Club

#### Competizioni nazionali
- Campionato giapponese: 1

Kashima Antlers: 2016
- Coppa dell'Imperatore: 1

Kashima Antlers: 2016
- J2 League: 1

Tokushima Vortis: 2020